# Aszóposz
Aszóposz, görög mitológiai alak, peloponnészoszi vagy boiótiai folyamisten, Ókeanosz és Téthüsz fia.
Egyes ókori szerzők szerint ő volt Pelaszgosz apja. Egyik lányát, Aiginát Zeusz elrabolta. Aszóposz a föld valamennyi országát bejárta a lánya nyomát kutatva, eljutott Korinthoszba is, ahol Sziszüphosz elárulta neki, ki rabolta el a lányát. A kitartó üldözés során közel jutott Zeuszhoz, de az nyilával leterítette, illetve a mítosz egy másik változata szerint villámaival visszaterelte medrébe a fenyegetően kiáradt folyót. Később Zeusz Sziszüphoszon is bosszút állt. Aszóposznak feleségétől, Metópétől, Ladón lányától két fia és húsz leánya született. A leányokat a naiaszok között tartják számon, köztük van Harpina, Hippodameia anyja is.